# Colt Courier
 (signalé en mai 2025).
Si vous disposez d'ouvrages ou d'articles de référence ou si vous connaissez des sites web de qualité traitant du thème abordé ici, merci de compléter l'article en donnant les références utiles à sa vérifiabilité et en les liant à la section « Notes et références ».
- Archive Wikiwix
- Bing
- Cairn
- DuckDuckGo
- E. Universalis
- Gallica
- Google
- G. Books
- G. News
- G. Scholar
- Persée
- Qwant
- (zh) Baidu
- (ru) Yandex
- (wd) trouver des œuvres sur Wikidata

Dérivé du Colt Detective Special, le petit revolver Colt Courier est un Colt Cobra chambré en petit calibre et muni d'un canon légèrement plus long.

## Description
Cette arme de poing très rare tire en  Double Action. Elle a une carcasse en alliage d'aluminium issu de l'industrie aéronautique. Son canon   de type léger  mesurait  76mm. Son barillet basculant à gauche contenait 6 cartouches de .32 New Police ou .22 LR. La tige d'éjection n'est pas protégée. Le guidon est petit et en forme de maison.

## Données numériques
- Longueur : environ 19,5 cm
- Masse à vide : 395 g (en .32) ou 565 g (en .22)

## Diffusion
Produit seulement de 1954 à 1959, le Colt Courier ne fut vendu qu'à 3000 exemplaires environ.